# مهندسی هوافضا
مهندسی هوافضا (به انگلیسی: Aerospace engineering) شاخه‌ای از رشته‌های مهندسی است که تمرکز اصلی آن بر طراحی هواپیما و فضاپیما و تمامی وسایل پرنده می‌باشد. این رشته مهندسی به‌طور کلی ۲ شاخه اصلی هوانوردی و کیهان‌نوردی دارد که دارای مباحث مشترک و همپوشانی هستند. همچنین رشته مهندسی الکترونیک پرواز با امور الکترونیکی مهندسی هوافضا سر و کار دارد.
«مهندسی هوانوردی» اصطلاح اصلی برای این رشته بود. با پیشرفت فناوری پرواز و شامل وسایل نقلیه در فضای خارج از جو، اصطلاح گسترده‌تر «مهندسی هوافضا» مورد استفاده قرار گرفته است. مهندسی هوافضا به ویژه شاخه فضانوردی، اغلب در زبان محاوره ای به عنوان «علم موشکی» نامیده می‌شود.

## بررسی اجمالی
وسایل نقلیه هوایی تحت شرایط دشواری حاصل از تغییرات فشار جوی و درجه حرارت پرواز می‌کنند و نیروهای سازه‌ای متفاوتی بر اجزای آن‌ها وارد می‌شود. در نتیجه این وسایل نقلیه محصول فناوری‌ها و علوم مهندسی متنوعی شامل آیرودینامیک، پیشرانش، الکترونیک پرواز، علم مواد و آنالیز سازه‌ها هستند. مهندسی هوافضا آمیزه ای متقابل از این فناوری‌هاست و به دلیل پیچیدگی و تنوع موضوعات، هر یک از مهندسین هوافضا در یکی از زمینه‌ها متخصص می‌شوند.
مهندسی هوافضا یکی از پیشروترین زمینه‌های پژوهشی است و بودجه‌های کلان نظامی و غیرنظامی که صرف این رشته می‌شود زمینه‌های پیشرفت و جهش در دیگر رشته‌های دانش و مهندسی را فراهم ساخته است. این مهندسی دانشی راهبردی است که در آن از دانش‌های دیگر مانند مکانیک، متالورژی، علوم رایانه، مهندسی عمران و الکترونیک استفاده می‌شود.

## تاریخچه
منشأ مهندسی هوافضا را می‌توان به پیشگامان هوانوردی در اواخر قرن نوزدهم تا اوایل قرن بیستم ردیابی کرد، اگرچه کار سر جورج کیلی از دهه آخر قرن هجدهم تا اواسط قرن نوزدهم بازمی‌گردد. یکی از مهم‌ترین افراد در تاریخ هوانوردی و یکی از پیشگامان مهندسی هوانوردی، کیلی به‌عنوان اولین فردی شناخته می‌شود که نیروهای بالابر و کشش را که بر هر وسیله نقلیه پرواز جوی تأثیر می‌گذارد، جدا کرد.
دانش اولیه مهندسی هوانوردی عمدتاً تجربی بود و برخی از مفاهیم و مهارت‌ها از شاخه‌های دیگر مهندسی وارد شده بود. برخی از عناصر کلیدی، مانند دینامیک سیالات، توسط دانشمندان قرن هجدهم درک شد.
در دسامبر ۱۹۰۳، برادران رایت اولین پرواز ثابت و کنترل شده یک هواپیمای نیرومند و سنگین‌تر از هوا را به مدت ۱۲ ثانیه انجام دادند. دهه ۱۹۱۰ شاهد توسعه مهندسی هوانوردی از طریق طراحی هواپیماهای نظامی جنگ جهانی اول بود.
بین جنگ‌های جهانی اول و دوم، جهش‌های بزرگی در این زمینه انجام شد که با ظهور جریان اصلی هوانوردی غیرنظامی تسریع شد. از هواپیماهای برجسته این دوره می‌توان به Curtiss JN 4، Farman F.60 Goliath و Fokker Trimotor اشاره کرد. از هواپیماهای نظامی قابل توجه این دوره می‌توان به میتسوبیشی A6M Zero، سوپرمارین اسپیت‌فایر و Messerschmitt Bf 109 از ژاپن، بریتانیا و آلمان اشاره کرد. پیشرفت قابل توجهی در مهندسی هوافضا با اولین هواپیمای عملیاتی با موتور جت، Messerschmitt Me 262 که در سال ۱۹۴۴ در اواخر جنگ جهانی دوم وارد خدمت شد، رخ داد.
اولین تعریف مهندسی هوافضا در فوریه ۱۹۵۸ ظاهر شد و جو زمین و فضای بیرونی را به عنوان یک قلمرو واحد در نظر گرفت و در نتیجه هر دو هواپیما (هواپیمایی) و فضاپیماها (فضا) را تحت عنوان تازه ابداع شده هوافضا دربر گرفت.
در پاسخ به پرتاب اولین ماهواره توسط اتحاد جماهیر شوروی، اسپوتنیک، به فضا در ۴ اکتبر ۱۹۵۷، مهندسان هوافضای ایالات متحده اولین ماهواره آمریکایی را در ۳۱ ژانویه ۱۹۵۸ پرتاب کردند. اداره ملی هوانوردی و فضایی در سال ۱۹۵۸ در پاسخ به جنگ سرد تأسیس شد. در سال ۱۹۶۹، آپولو ۱۱، اولین مأموریت فضایی انسان به ماه انجام شد. سه فضانورد وارد مدار ماه شدند و دو نفر به نام‌های نیل آرمسترانگ و باز آلدرین در حال بازدید از سطح ماه بودند. سومین فضانورد، مایکل کالینز، پس از دیدار با آرمسترانگ و آلدرین در مدار ماند.

## رشته مهندسی هوافضا
برای اطلاعات بیشتر: مهندسی هوافضا در ایران

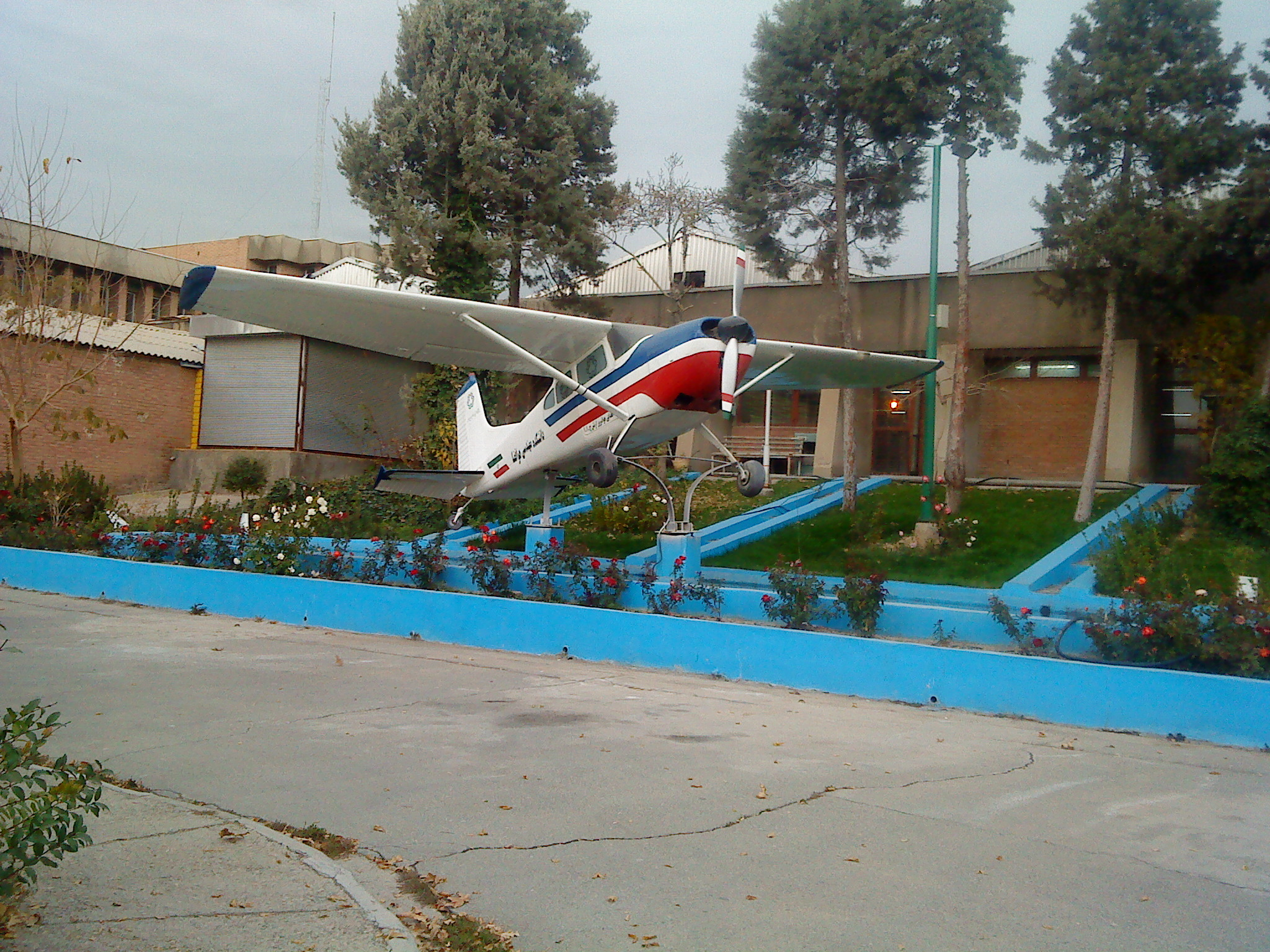
هواپیمای سبک سسنا، واقع در ورودی دانشکده مهندسی هوافضا دانشگاه صنعتی خواجه نصیرالدین طوسی

هدف اصلی صنعت هوافضا طراحی و ساخت وسایل پرنده است، در نتیجه فارغ‌التحصیلان مهندسی هوافضا می‌توانند در صنایع و موسسات تحقیقاتی هواپیمایی، موشکی و ماهواره فعالیت نمایند و همچنین در کلیه سازمان‌هایی که به نحوی از وسایل پرنده استفاده می‌کنند، به عنوان کارشناس و محقق خدمت نمایند. اما علاوه بر اشتغال در مراکز فوق، یک مهندس هوافضا با تسلط بر علوم آئرودینامیک، طراحی سازه و روش‌های طراحی توربو ماشین‌ها توانایی کار در شاخه‌های متعددی از مهندسی و پروژه‌های خارج از حیطه صنایع هوافضایی را نیز دارد.
مهندسی هوافضا از زیرشاخه‌های مهندسی مکانیک است که با توجه به گرایش‌های مختلف مهندسی هوافضا می‌توان این رشته را نزدیک یه گرایش‌های مهندسی مکانیک گرایش سیالات، کنترل، جامدات و حتی مهندسی عمران گرایش سازه دانست و لازم است ذکر شود که کاربرد زمینه‌های مطالعاتی یک مهندس هوافضا تنها به طراحی هواپیما و وسایل پرنده محدود نمی‌شود. برای مثال آیرودینامیک خودرو از برخی جهات شباهت زیادی به آیرودینامیک هواپیما دارد و امروزه در اغلب صنایع خودروسازی با استفاده از تونل باد و علم آیرودینامیک، خودروهای کم مصرف تری می‌سازند. فرایند سیستم‌های کنترل صنعتی نیز با فرایندهای طراحی کنترل در وسایل پرنده بر یک مبنا است و همچنین سازه اتومبیل و کشتی مشترکات زیادی با سازه یک هواپیما دارد و بالاخره توربین‌های گاز یک نیروگاه یا پالایشگاه همانند یک موتور جت تحلیل و طراحی می‌گردند. در نتیجه یک مهندس هوافضا علاوه بر شرکت‌های هوافضایی و ساخت ماهواره، در نیروگاه‌ها، صنایع نفت و گاز، پالایشگاه‌ها، صنایع خودروسازی و فرودگاه‌ها فرصتهای شغلی بسیار خوبی دارد.
در ایران رشته مهندسی هوافضا در سال‌های اخیر پیشرفت چشمگیری نموده و به عنوان رشته اول علمی ایران در نقشه علمی کشور شناخته می‌شود؛ و از نظر استخدام فارغ‌التحصیلان، و تخصیص بودجه به عنوان هدف اول علمی کشور به‌حساب آمده است. البته فارغ‌التحصیلان در این رشته در ایران هنوز بسیار اندک هستند و نیاز به فارغ التحصیلان بیشتر در این رشته به‌طور چشمگیری احساس می‌شود. در ایران سالانه حدود ۷۰۰ نفر در مقطع کارشناسی، ۴۰۰ نفر در مقطع کارشناسی ارشد و ۲۵ نفر دکتری فارغ‌التحصیل می‌شوند.
گرایش‌های مهندسی هوافضا خویشاوندی زیادی با گرایش‌های رشته مهندسی مکانیک دارند؛ به‌این جهت دارای شماری درس‌های مشترک با گرایش‌های مهندسی مکانیک مثل مکانیک جامدات و مکانیک شاره‌ها است. در بعضی دانشگاه‌های دنیا، دانشکدهٔ مهندسی مکانیک و هوافضا به‌عنوان یک دانشکدهٔ مستقل وجود دارد. این رشته از نظر تخصصی و تکنولوژی بسیار پیچیده و سطح علمی بسیار بالایی دارد.
پایهٔ بیشتر درس‌های این رشته بر ریاضی و فیزیک است، مانند دینامیک سیالات برای آیرودینامیک یا معادلات حرکت برای دینامیک پرواز. با این‌همه، اجزای تجربی بسیاری نیز در این رشته وجود دارد. از نظر تاریخی، این اجزاء تجربی از آزمایش مدل‌های کوچک و نمونهٔ اولیه، در تونل باد یا در فضای باز منشأ گرفته‌اند. پیشرفت‌های صنعت رایانه این امکان را به‌وجود آورده که از دینامیک محاسباتی سیالات، و شبیه‌سازی رفتار سیال، بتوان برای کاهش هزینه و زمان صرف شده در آزمایش تونل باد استفاده کرد.
در کل برای ورود به این رشته باید از ریاضیات قوی و همچنین آشنایی کامل با زبان انگلیسی برخوردار بود. در ایران اکثر دانشگاه‌ها دروس اصلی رشته مهندسی هوافضا را در تمام مقاطع به زبان انگلیسی تدریس می‌نمایند و یکی از سخت‌ترین رشته‌های مهندسی به حساب می‌آید.

## مهندسی هوافضا در دانشگاه‌های ایران
- مرکز آموزش عالی فنی و مهندسی بوئین زهرا
- دانشگاه آزاد اسلامی واحد علوم و تحقیقات تهران
- دانشگاه علوم و فنون هوایی شهیدستاری
- دانشکده مهندسی هوافضا دانشگاه صنعتی شریف
- دانشگاه صنعتی امیرکبیر
- دانشکده علوم و فنون نوین دانشگاه تهران
- دانشگاه شهید بهشتی
- دانشگاه صنعتی ارومیه
- دانشگاه علم و صنعت
- دانشگاه فردوسی مشهد
- دانشکده مهندسی هوافضا دانشگاه صنعتی خواجه نصیرالدین طوسی
- دانشگاه صنعتی مالک اشتر
- دانشگاه امام حسین
- دانشگاه علوم و فنون هوافضا عاشورا[۲][۳][۴][۵]
- دانشگاه تربیت مدرس تهران (کارشناسی ارشد و دکتری)
- مؤسسه آموزش عالی اوج (کارشناسی)

## گرایش‌ها

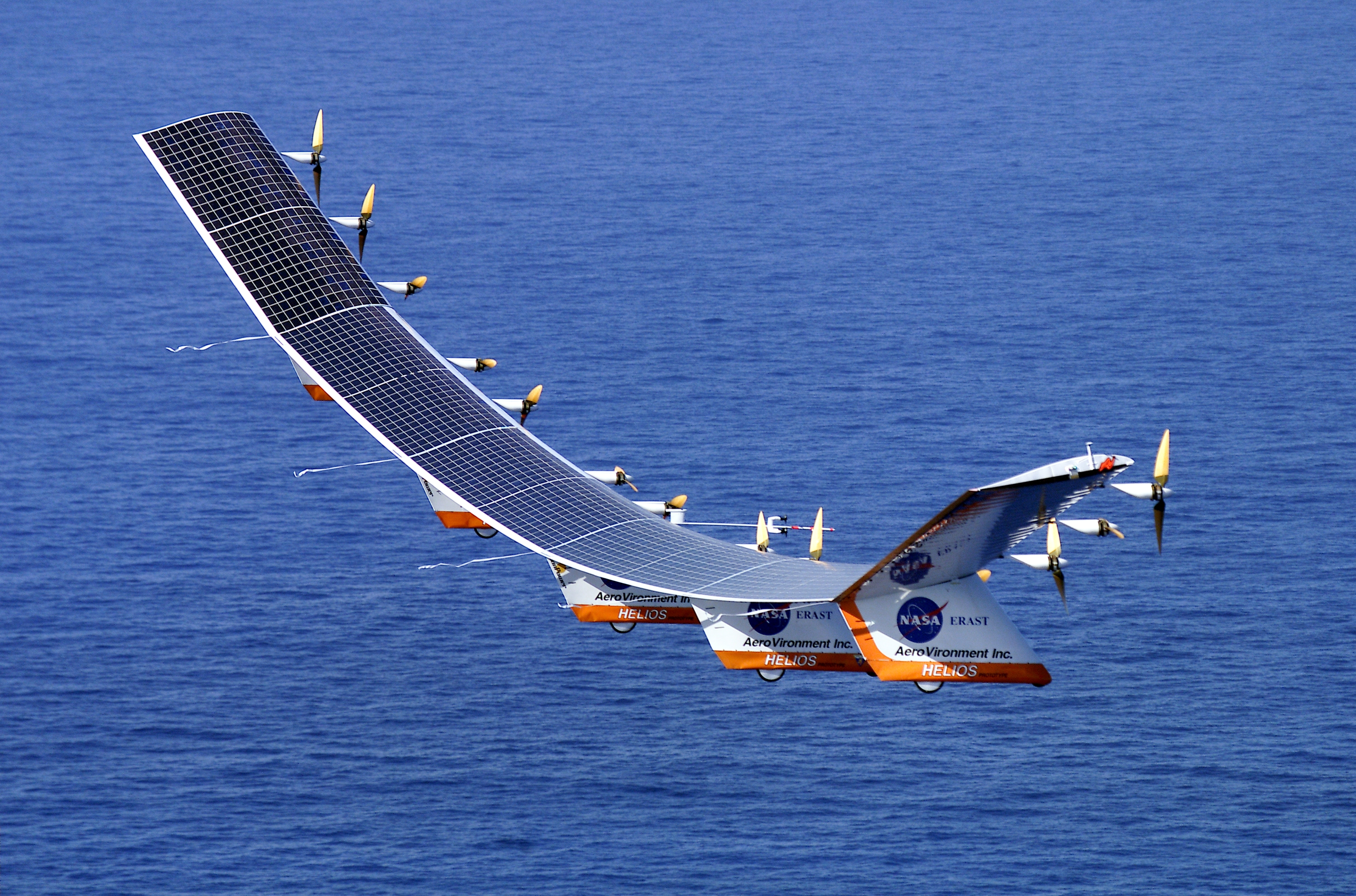
بال پرندهٔ آزمایشی ناسا موسوم به هلیوس که با استفاده از انرژی خورشیدی و سلول سوختی پرواز می‌کند.

### آیرودینامیک
آیرودینامیک از مهم‌ترین و اساسی‌ترین پایه‌های هوافضا به‌شمار می‌رود. علم آیرودینامیک به مطالعه و بررسی جریان هوا و محاسبهٔ نیروها و گشتاورهای ناشی از آن بر روی جسم پرنده، می‌پردازد. مهندسین هوافضا در این گرایش جریان‌های پیچیده در اطراف جسم پرنده را تحلیل می‌کنند و با بدست آوردن نیروهای آیرودینامیکی به بررسی پایداری و طراحی سازهٔ شناور در سیال - بیشتر هوای اطراف زمین که در ارتفاعات مختلف فاکتورهای متفاوت دارد، مورد بحث است - می‌پردازند.
به جز تحلیل، همواره یکی از اصلی‌ترین دغدغه‌های مهندسین آیرودینامیک، طراحی بال‌ها و بدنه‌هایی با بیشترین کاربرد و کمترین هزینه است.

### پیشرانش
دانش پیشرانه‌ها به مطالعه و بررسی سامانه‌های جلوبرنده (موتور)، اعم از موتورهای هوازی و غیرهوازی می‌پردازد. موتورهای هوازی شامل موتورهای پیستونی و چرخ‌پره‌ای (توربینی) است که از هوا به‌عنوان اکسیدکننده استفاده نموده و سوخت را با خود حمل می‌کنند. اما موتورهای غیرهوازی مانند موتور موشک‌ها و فضاپیماها است که سوخت و اکسیدکننده را با خود حمل می‌کنند. در این دانش نحوهٔ تولید نیروی رانش و همچنین ساختار کلی انواع موتورهای هوافضایی بررسی و مورد تجزیه و تحلیل قرار می‌گیرد. طراحی و تعیین میزان عملکرد انواع سامانه‌های جلوبرنده نیز بسیار مورد توجه مهندسین پیشرانش هستند. این گرایش بسیار شبیه به مکانیک - تبدیل انرژی و سیستم‌های انرژی می‌باشد و دروس مشترک بسیاری با هم دارند و زمینه‌های کاری بیشتری نسبت به گرایش‌های دیگر هوافضا دارد. (شرکت نفت، ایران خودرو، صنایع دفاع، نیروگاه‌ها و…) عمده دانشجویان و فارغ التحصیلان این گرایش به شبیه‌سازی عددی رفتار سیال [CFD] می‌پردازند.

### دینامیک پرواز و کنترل
دینامیک پرواز با بهره‌گیری از داده‌های هواپویشی، هندسی و وزنی، به مطالعه و بررسی رفتار و حرکات هواپیما می‌پردازد. در واقع علم دینامیک پرواز به بررسی برد، مسافت نشست و برخاست (طول باند)، می‌پردازد. به‌طور خلاصه، تحلیل نحوهٔ حرکت یک وسیله در هوا یا فضا و ارائهٔ طرح‌هایی به‌منظور بهینه‌سازی این حرکت، وظیفهٔ دینامیک پرواز و کنترل است.
در مبحث دینامیک پرواز وسایل پرنده در ابتدا تعادل نیرویی پرنده مورد بررسی قرار می‌گیرد و بعد از آن به پایداری پرنده پرداخته می‌شود. این گرایش عهده‌دار طراحی سطوح مختلف کنترلی پرنده در جهت پرواز متناسب یا مأموریت آن است.

### سازه‌های هوافضایی
سازه‌های هوافضایی به مطالعه، بررسی و بهینه‌سازی سازه‌های هواپیما و دیگر وسایل پرنده می‌پردازد. هدف اصلی آن طراحی و تحلیل سازه‌هایی است که علاوه بر استواری کافی در مقابل بارهای آیرودینامیکی و دیگر بارهای استاتیکی وارد بر وسایل پرنده، کمترین وزن ممکن را نیز داشته باشند. ضمن اینکه باید بتوانند در برابر ارتعاشات و سایر عوامل محیطی نظیر تغییرات زیاد و سریع دما و رطوبت نیز مقاوم باشند.
گرایش سازه به دلیل تناسب بسیار زیادی که با گرایش جامدات مکانیک دارد؛ مورد توجه مهندسان مکانیک و هوافضا می‌باشد.

### مهندسی فضایی
مهندسی فضایی شاخه‌ای از هوافضا است که به بررسی پیشرانش، آیرودینامیک، سازه و مکانیک پرواز حامل (موشک) و پرتابه (ماهواره) در فضا می‌پردازد. علاوه بر آن در این شاخه بیشتر به مبحث طراحی سیستمی پرتابه توجه می‌شود. در این گرایش به مباحث فضایی (صرف نظر از پسا) و در نظر گرفتن شرایط ویژه فضا (پرتوهای کیهانی، الکتریسیته ساکن و…)، همچنین طراحی مسیر پرتاب و مدار ماهواره پرداخته می‌شود. در واقع رویکرد اصلی در این شاخه استفاده از تمامی دانش گسترده هوافضا به منظور محقق کردن یک هدف فضایی مانند مأموریت‌های علمی، اکتشاف اعماق فضا، مخابراتی و… می‌باشد. در اغلب کشورهای توسعه یافته بلندپروازانه‌ترین پروژه‌ها در زمینه فضایی تعریف می‌شوند که ایران هم با توجه به قابلیت‌های علمی دردسترس از این قاعده مستثنی نیست. مهندسی فضایی در ایران به‌طور چشم‌گیری در حال توسعه و پیشرفت است و ساخت ماهواره و موشک به عنوان یکی از اهداف علمی کشور شناخته می‌شود.

## دروس
| دروس پایه                | دروس اصلی                  | دروس تخصصی            | دروس تخصصی اختیاری |
| ------------------------ | -------------------------- | --------------------- | ------------------ |
| ریاضی عمومی ۱ و ۲        | مقدمه‌ای بر هوافضا          | مکانیک مدار فضایی     |                    |
| فیزیک ۱ و ۲              | مکانیک سیالات              | آیرودینامیک ۱ و ۲     |                    |
| معادلات دیفرانسیل        | ریاضی مهندسی               | اصول پیشرانش          |                    |
| آزمایشگاه فیزیک ۱ و ۲    | نقشه‌کشی صنعتی ۱ و ۲        | دینامیک پرواز ۱ و ۲   |                    |
| الگوریتم‌ها و برنامه سازی | مقاومت مصالح ۱             | زبان تخصصی هوافضا     |                    |
| محاسبات عددی             | دینامیک                    | آزمایشگاه آیرودینامیک |                    |
| ریاضی پیش                | استاتیک                    | طراحی هواپیما ۱ و ۲   |                    |
|                          | علم مواد                   | طراحی سازه‌های هوایی   |                    |
|                          | آزمایشگاه مقاومت مصالح     |                       |                    |
|                          | مبانی مهندسی برق           |                       |                    |
|                          | ارتعاشات                   |                       |                    |
|                          | آزمایشگاه مبانی مهندسی برق |                       |                    |
|                          | تحلیل سازه‌های هوایی        |                       |                    |
|                          | آزمایشگاه مکانیک سیالات    |                       |                    |
| زبان خارجی               | آیین نگارش و گزارش نویسی   |                       |                    |